# Sarpugerði
El Sarpugerði es un estadio de fútbol ubicado en Norðragøta, Islas Feroe. El estadio tiene capacidad para 1.600 espectadores (440 sentados).
El estadio alberga los partidos de local del Víkingur Gøta, equipo de la Primera División de Islas Feroe.